# Geir Björklund
Geir Björklund (Mo i Rana, 20 aprile 1969) è uno scrittore norvegese, specializzato in medicina, giornalista ed editore.
È membro dell'Associazione mondiale degli editori medici. Björklund è fondatore e presidente di Council for Nutritional and Environmental Medicine (CONEM).
Sostiene attivamente i farmaci biologici e le tecniche di cura odontoiatrica che non impiegano materiali contenenti mercurio: molti dei suoi articoli medici sugli effetti sulla salute degli amalgami dentali è stata riportata sui giornali norvegesi.
Ha fondato le riviste Tenner & Helse (organo per il "Norwegian Dental Patient Association" o "Forbundet Tenner og Helse") e Nordic Journal of Biological Medicine (Nordisk Tidsskrift for Biologisk Medisin), di cui è stato anche direttore.
Ha avuto anche incarichi di consulenza per il Comitato nazionale di salute della Norvegia ("Statens helsetilsyn").